# Minuartia daralagezica
Minuartia daralagezica är en nejlikväxtart som beskrevs av Boris Konstantinovich Schischkin och S.S. Ikonnikov. Minuartia daralagezica ingår i släktet nörlar, och familjen nejlikväxter. Inga underarter finns listade i Catalogue of Life.